# Имая, Наоки
Наоки Имая (яп. 今矢 直城; род. 18 июня 1980, Токио, Япония) — японо—австралийский футболист, выступал на позиции полузащитника, в клубах Австралии, Швейцарии и Германии.

## Биография

### Футбольная карьера
Имая родился в Токио, в возрасте десяти лет переехал со своей семьей в Сидней, Австралия. Выступать начинал в клубах Нового Южного Уэльса «Истерн Сабёрбс» и «Блэктаун Сити», а затем провел сезон 2000-01 за «Канберра Космос» под руководством тренера Тома Серманни в высшем дивизионе страны - Национальной футбольной лиге. За клуб «Блэктаун Сити» выступал четыре раза, с которым дважды становился чемпионом первой лиги Нового Южного Уэльса, один раз одерживал победу в регулярном чемпионате Первой лиги Нового Южного Уэльса, и дважды становился серебряным призером регулярного чемпионата. В 2003 году Имайя стал первым азиатом в швейцарской Суперлиге, но всего провел за «Ксамакс» всего восемь матчей в центре обороны и один матч в Кубке УЕФА 2003/04 против «Осера». Во второй части сезона 2004/05 он выступал за другой швейцарский клуб «Ла-Шо-де-Фон».
В апреле 2005 года Имайя подписал контракт с новозеландским профессиональным клубом «Нью Зиланд Найтс» на сезон 2005-06, который выступал в недавно созданной профессиональной лиге A-League.
«Нью Зиланд Найтс» завершили регулярный чемпионат, одержав всего одну победу в 21 матче, а Имайя вернулся в Австралию, где играл на региональном уровне за «Маркони Стэллионс», прежде чем присоединиться к немецкому клубу «Любек» в середине 2007 года. Там он сыграл двенадцать матчей в первой половине сезона, прежде чем завершил свою футбольную карьеру в конце 2007 года.

### Тренерская карьера
После окончания карьеры он открыл футбольную школу в Японии и с 2010 года являлся тренером клуба «Васэда», образованного Университетом Васэда, который выступал в региональной лиге Канто. Позднее был тренером клубов Джей-Лиги «Иокогама Ф. Маринос» и «Симидзу С-Палс». С 2021 года главный тренер «Тотиги Сити».

## Достижения

### Клубные
- Чемпион Первой лиги Нового Южного Уэльса: (2000, 2002/03)
- Победитель регулярного чемпионата Первой лиги Нового Южного Уэльса: (2000)
- Серебряный призер регулярного чемпионата Первой лиги Нового Южного Уэльса: (2001/02, 2002/03)